# احضار در انفیلد
احضار در انفیلد (انگلیسی: The Enfield Haunting) یک مجموعهٔ تلویزیونی بریتانیایی درام ترسناک است که به سفارش اسکای لیوینگ ساخته شد و نخستین بار در ۳ مه ۲۰۱۵ پخش شد. کریستوفر نایهوم، که پس از سریال بسیار محبوب دانمارکی قتل در کپنهاگ (به‌عنوان کارگردان ۱۲ قسمت) به شهرت رسید، این مینی‌سریال سه قسمتی را کارگردانی کرد.
این سریال بر پایه کتاب «این خانه جن‌زده است» اثر گای لیون پلیفیر نویسنده بریتانیایی آثار فراروانشناسی، ساخته شده و به مجموعه‌ای از رویدادهای عجیبی می‌پردازد که از اوت ۱۹۷۷ تا ۱۹۷۹ در یک خانه اتفاق افتاد. مجموع این پدیده‌ها به عنوان «ارواح خبیث انفیلد» (Enfield Poltergeist) شناخته می‌شوند.
این مجموعهٔ تلویزیونی با نام «شیطان در خانه» با دوبله فارسی از شبکه من‌وتو پخش شده است.

## داستان
این سریال، روایتگر اتفاق‌های فراطبیعی است که در سال ۱۹۷۷ در خانه‌ای به‌ظاهر معمولی واقع در انفیلد لندن روی می‌دهد. هجوم ارواح خبیثه که باعث وحشت خانواده هاجسون شده، بر روی جنت دختر یازده ساله خانواده تمرکز دارد. موریس گروس یک کارشناس آماتور ماوراءالطبیعه تلاش می‌کند به این خانواده کمک کند. همچنین یک کارشناس حرفه‌ای دیگر به نام گای لیون پلیفیر که درباره این پرونده مشکوک است به او می‌پیوندد. آنها پس از شدت گرفتن فعالیت‌های ارواح خبیثه، تصمیم می‌گیرند برای حفظ امنیت جنت، او را به خانه‌ای دیگر بفرستند. موریس سرنخی از سرمنشاء روح مهاجم پیدا کرده و تلاش می‌کند گای را متقاعد کند که از مرکز تحقیقات فراروانشناسی کمک بگیرند. در ادامه اتفاق‌های عجیب و خطرناک‌تری روی می‌دهد. سرانجام موریس و گای تصمیم می‌گیرند از طریق احضار روح، به وقایع تهدیدآمیز پایان دهند. اما رویدادهای این خانه با ماجرای مرگ دختر موریس گره خورده و بر پیچیدگی مسائل افزوده است.

## بازیگران
- تیموتی اسپال در نقش موریس گروس
- جولیت استیونسون در نقش بتی گروس
- متیو مک‌فادین در نقش گای لیون پلیفیر
- روزی کاوالیرو در نقش پگی هاجسون
- النور ورتینگتون کاکس در نقش جنت هاجسون
- فرن دیکن در نقش مارگارت هاجسون
- سایمون چندلر در نقش جان بلوف
- شان فرانسیس در نقش ری
- چارلز فرنس در نقش سایمون
- مارتین هنکاک در نقش تونی
- آماندا لارنس در نقش لیندی کرین
- نیل بری در نقش جان
- سودا بوچار در نقش سرپرست روانپزشکی
- نایجل بویل در نقش گراهام موریس
- مایا بریستو در نقش بیمار دختر
- کارن لوئیس در نقش دکتر آنیتا گرگوری
- پیتر مک کیب در نقش آلن کرین
- تامی مک دانل در نقش داگ بنس
- استیون اونیل در نقش دکتر روانپزشک
- سوزانا وایز در نقش سیلوی
- ران هدلی در نقش تری